# William B. McKinley

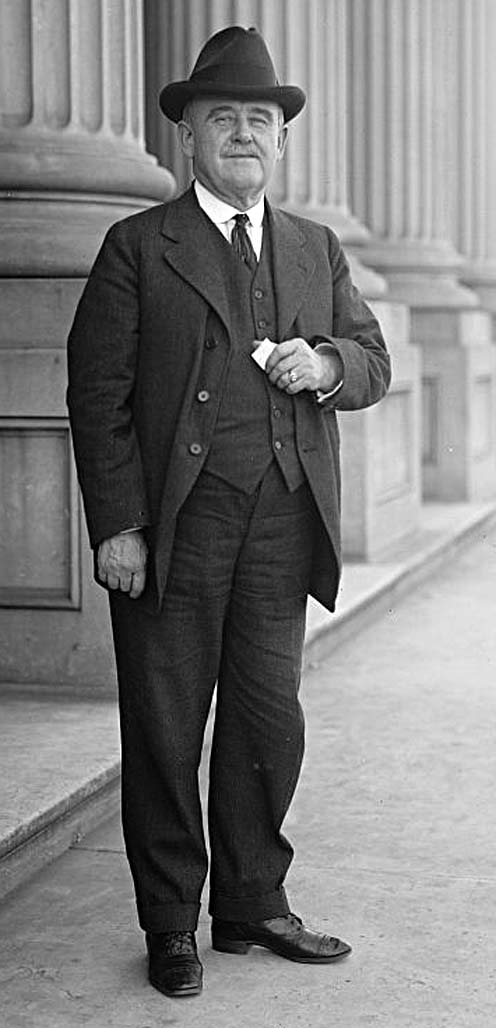
William B. McKinley (1915)

William Brown McKinley (* 5. September 1856 in Petersburg, Menard County, Illinois; † 7. Dezember 1926 in Martinsville, Indiana) war ein US-amerikanischer Politiker (Republikanische Partei), der den Bundesstaat Illinois in beiden Kammern des Kongresses vertrat.
Nach dem Besuch der öffentlichen Schulen setzte William McKinley seine Ausbildung an der University of Illinois fort. In der Folge war er zunächst als Angestellter in einer Drogerie in Springfield beschäftigt, ehe er in Champaign ins Bankgewerbe einstieg. Zudem war er für öffentliche Versorgungsunternehmen tätig und befasste sich mit dem Bau von Brücken. Von 1902 bis 1905 war er Kurator der University of Illinois.
Am 4. März 1905 zog McKinley nach erfolgreich bestrittener Wahl ins Repräsentantenhaus der Vereinigten Staaten ein, wo er den dritten Distrikt von Illinois bis zum 3. März 1913 vertrat. 1912 unterlag er dem Demokraten Charles M. Borchers und schied folglich aus dem Kongress aus; bei der folgenden Wahl trat er erneut gegen Borchers an, setzte sich durch und verbrachte drei weitere Legislaturperioden bis zum 3. März 1921 im Kongress. Während dieser insgesamt 14 Jahre im Repräsentantenhaus führte er unter anderem den Vorsitz im Committee on Coinage, Weights and Measures.
1920 verzichtete McKinley auf eine weitere Kandidatur als Abgeordneter und bewarb sich stattdessen erfolgreich um einen Sitz im Senat der Vereinigten Staaten. Er trat am 4. März 1921 die Nachfolge von Lawrence Yates Sherman an und war in der Folge unter anderem Vorsitzender des Committee on Manufactures. Im Jahr 1926 blieb ihm die erneute Nominierung durch seine Partei versagt, die sich an seiner Stelle für den ehemaligen Kongressabgeordneten Frank L. Smith entschied. McKinley starb allerdings noch vor dem Ende seiner Amtszeit am 7. Dezember 1926. Gouverneur Len Small ernannte Smith zum sofortigen Nachfolger, doch der Senat verweigerte diesem die Wahrnehmung seines Mandates aufgrund von Betrugs- und Korruptionsvorwürfen. In der Folge blieb der Klasse-3-Sitz von Illinois bis zum 3. Dezember 1928 vakant, ehe Otis F. Glenn letztlich William McKinleys Nachfolger wurde.